# へき開

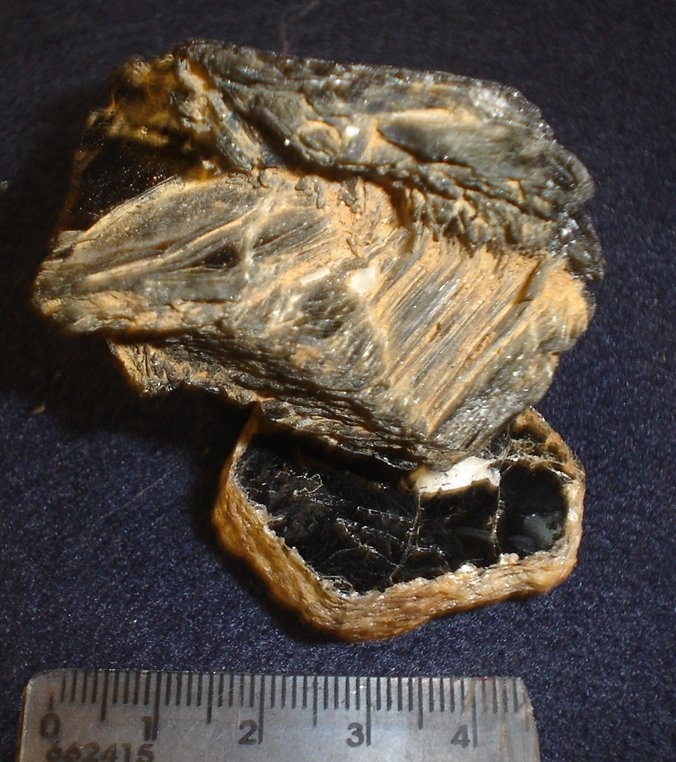
劈開面に沿って分離した黒雲母

へき開（劈開、へきかい、英: cleavage）とは、結晶や岩石の割れ方がある特定方向へ割れやすいという性質のこと。鉱物学、結晶学用語である。宝石の加工や、工学の分野で重要な性質の1つ。

## 概要
岩石を構成する造岩鉱物は結晶構造由来の結晶面をもつ。この面では原子間の結合力が弱くこの面に沿って割れやすい。へき開によってできた結晶面をへき開面という。この性質は、物の硬さを表す硬度以外に、物の衝撃による脆さを表す脆性（靱性）とも関係する。
造岩鉱物の結晶では雲母や方解石、蛍石などは、結晶面での原子間の結びつきが非常に弱いため完全なへき開となるが、一方で石英（または石英の結晶である水晶）や柘榴石では結晶面での原子間の結びつきが強く、へき開を起こす前に応力で破断してしまうためへき開がみられない。ダイヤモンドは「完全」なへき開があり、正八面体の面に対して平行に割れる。この性質がダイヤモンドの加工をある程度容易にしている。
輝石と角閃石はよく似ており、ともに2方向にへき開面をもつが、輝石ではへき開面がほぼ直角に交わるという違いがあり、このことが鑑定に利用される。
金属では、結晶であっても一般に塑性が大きく、金に至っては厚さ約0.0001ミリメートルにまで延ばせるほど（この性質を展延性という）であり、そのためにへき開がみられない。
微細結晶が緻密に集まった構造の岩石は、視覚的に判別できるほど大きい結晶面由来の構造がないためにへき開はない。一般にこのような構造の岩石は靱性が大きく加工中の衝撃やへき開で壊れにくいため、精密な細工を施すことができる。代表的な翡翠では、構成するヒスイ輝石は石英より硬さが劣るが、精密な加工を施せて耐久性もあるため様々に利用される。

## 裂開
岩石や結晶の種類が同じであっても産地の違いによりへき開とは異なる明瞭な方向で割れ面が見られることがある。このような性質をへき開と区別して裂開 （れっかい、英: divulsion）という。

## へき開の種類
鉱物のへき開は、大まかに「完全」、「明瞭」、「不明瞭」、「なし」に分類される（もっと細かく分ける場合もある）。へき開が完全に近いほど、その鉱物は簡単に割れることになる。

### へき開: 完全

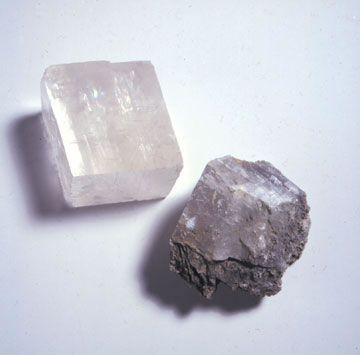
方解石 方解石は非常に割れやすく、どんなに細かく割っても平行六面体のきれいな形になる。
黒雲母 雲母は極めて薄くはがれやすく、へき開に沿って指で剥離できる。
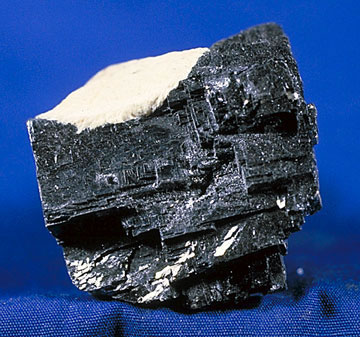
方鉛鉱 方鉛鉱は直角に四角く欠けていくことが特徴で、へき開によってすぐそれと分かる。
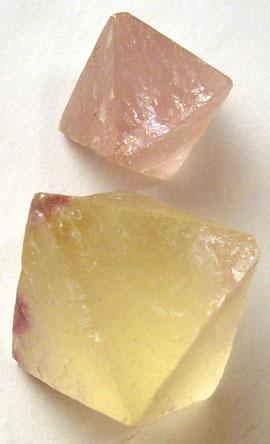
蛍石 蛍石は、ダイヤモンドと同じく八面体の面に沿った綺麗なへき開が見られる。

### へき開: 明瞭

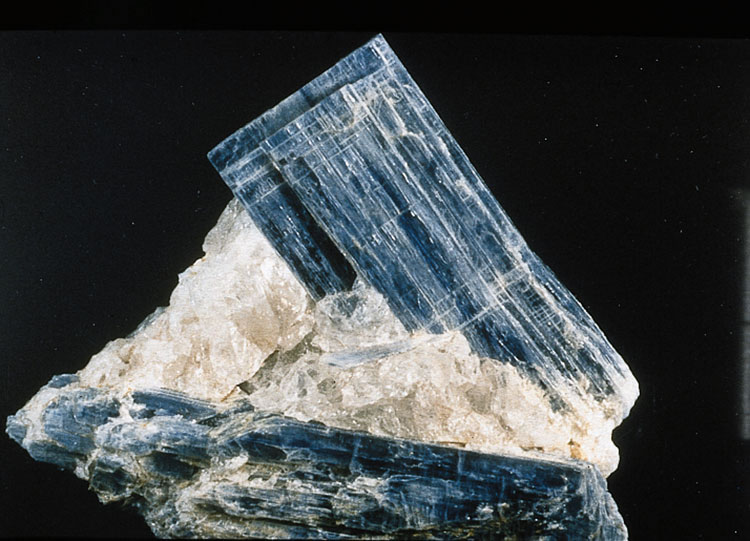
藍晶石（カイヤナイト）
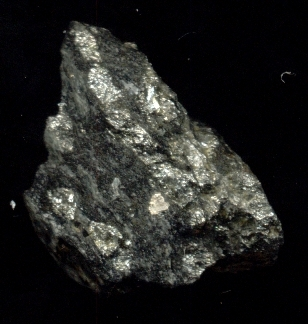
硫砒鉄鉱
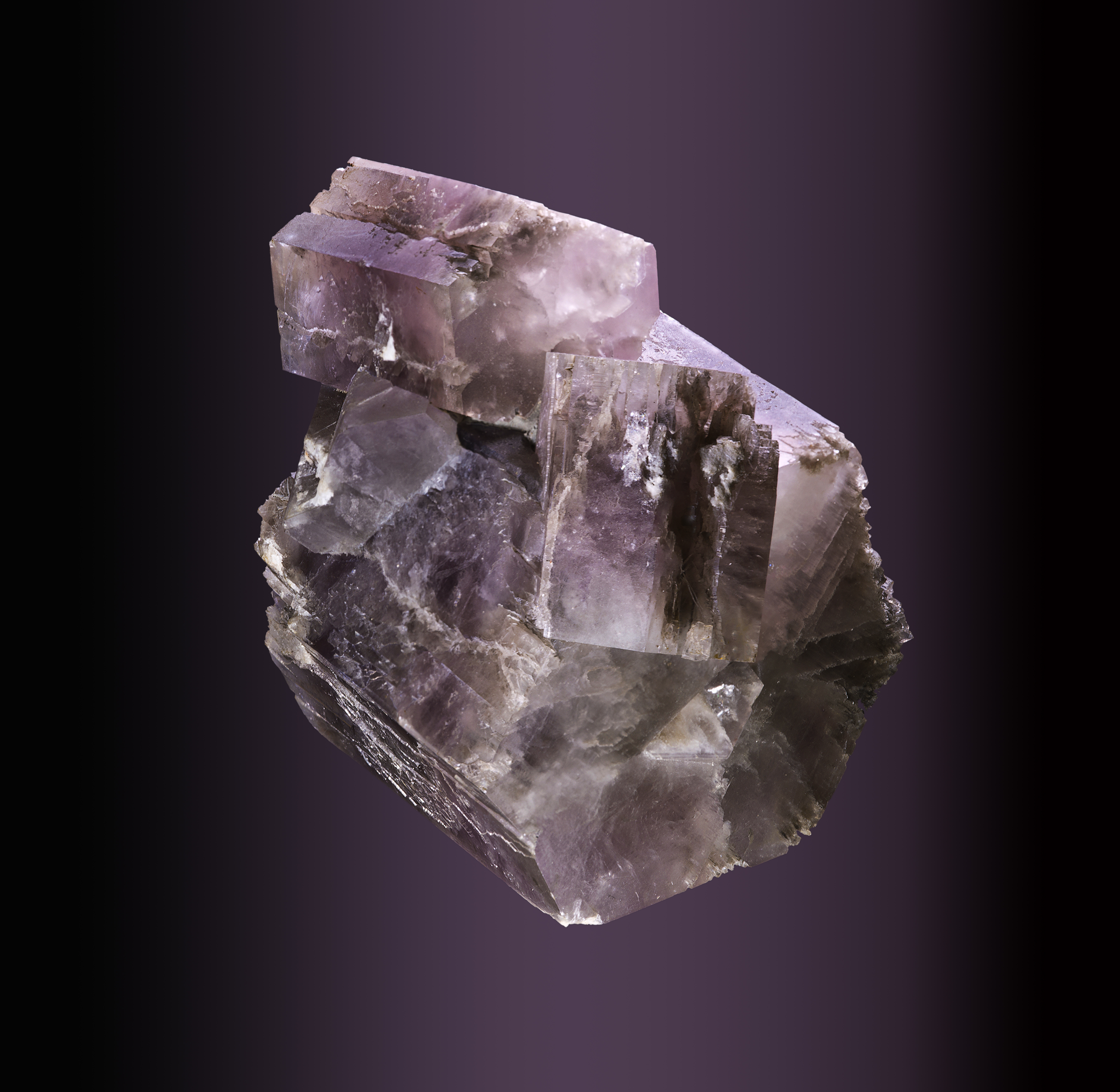
霰石
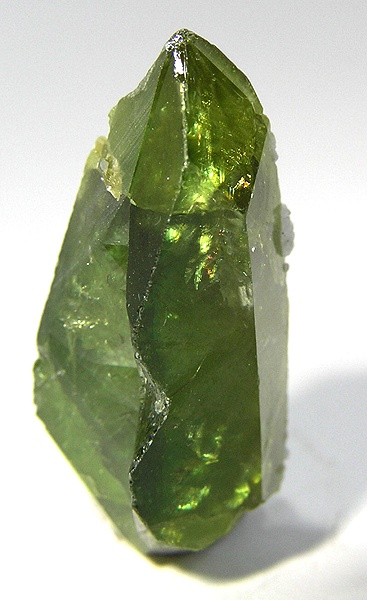
チタン石

### へき開: 不明瞭

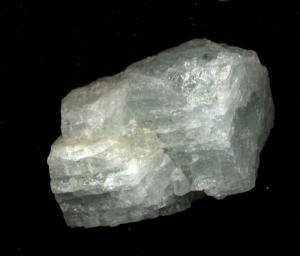
緑柱石（ベリル）
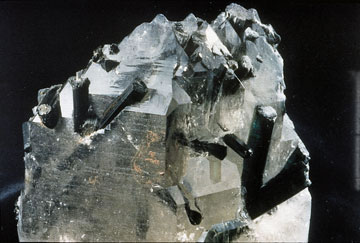
電気石（トルマリン）
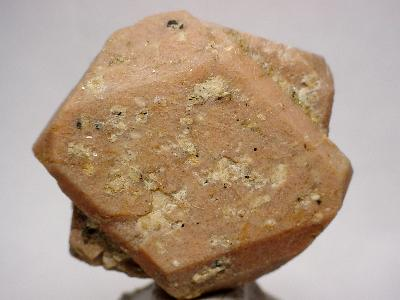
長石

### へき開: なし
金はへき開をもたない代表的な鉱物（元素鉱物）で、割れることなく非常に薄くのばすことができる。

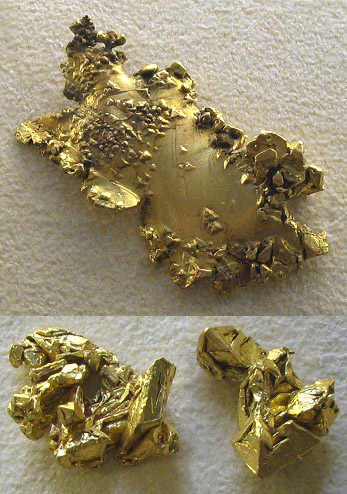
自然金
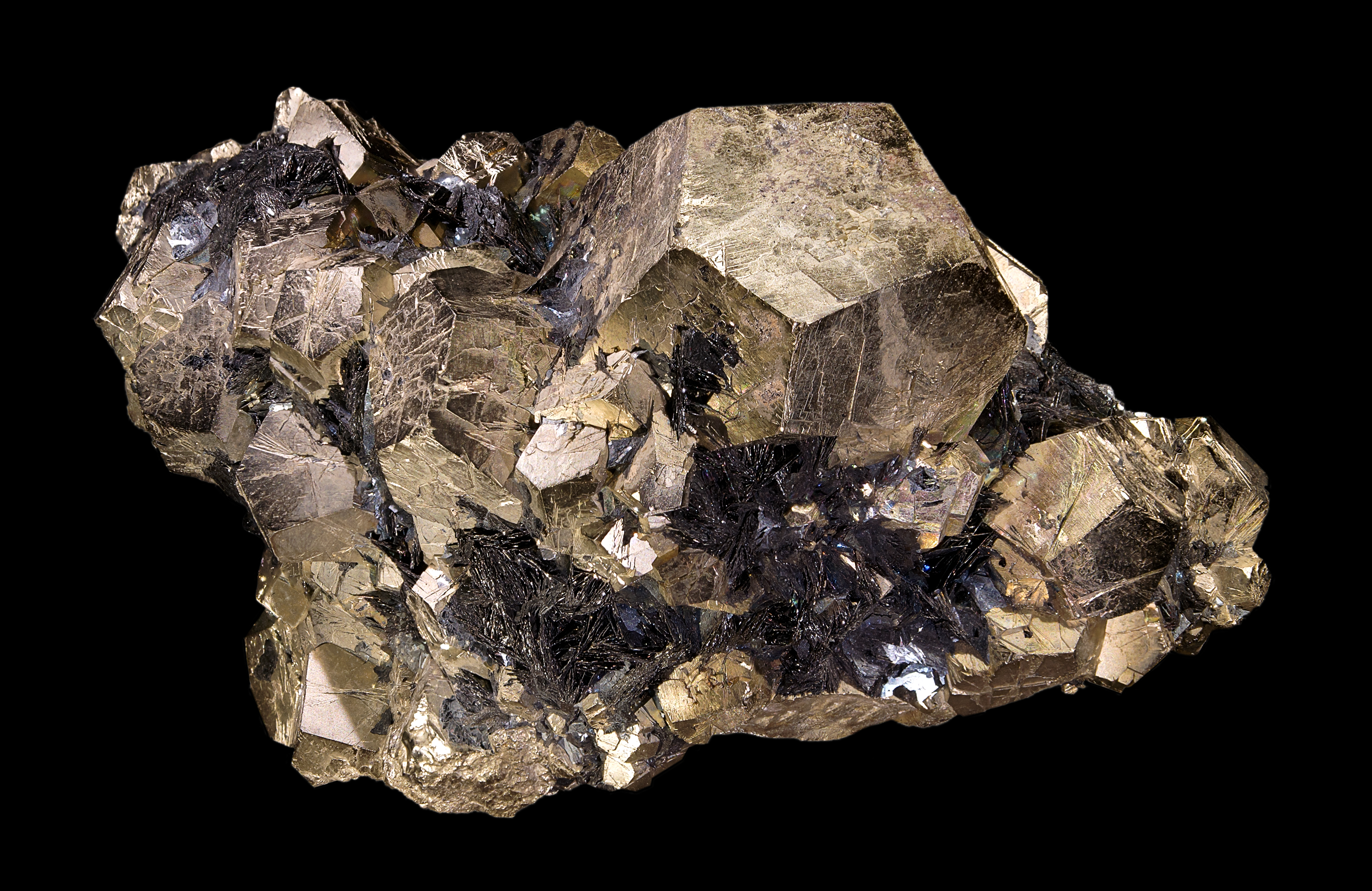
黄鉄鉱
柘榴石（ガーネット） - ただし裂開をもつ
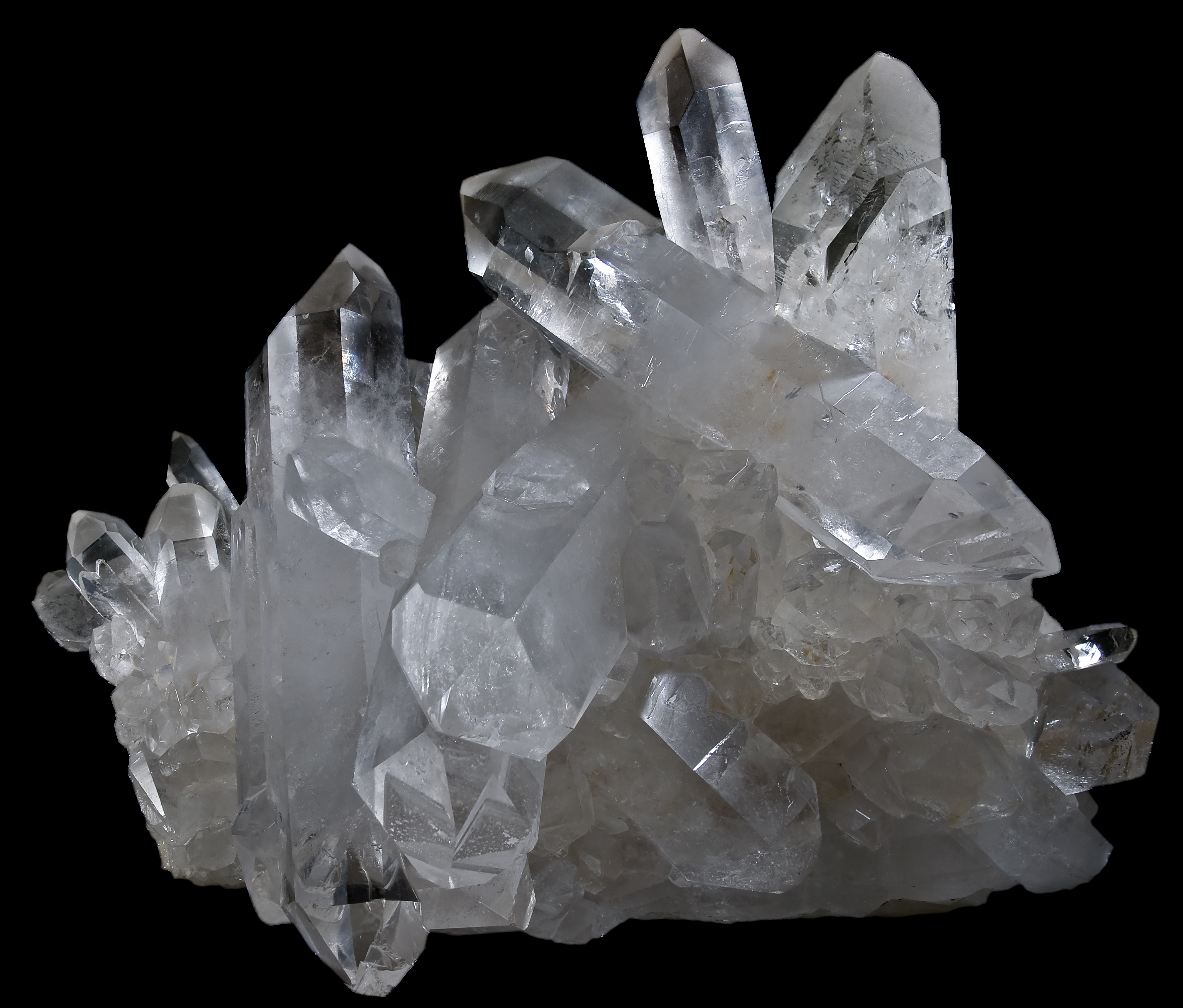
石英（水晶）

## 宝石加工におけるへき開

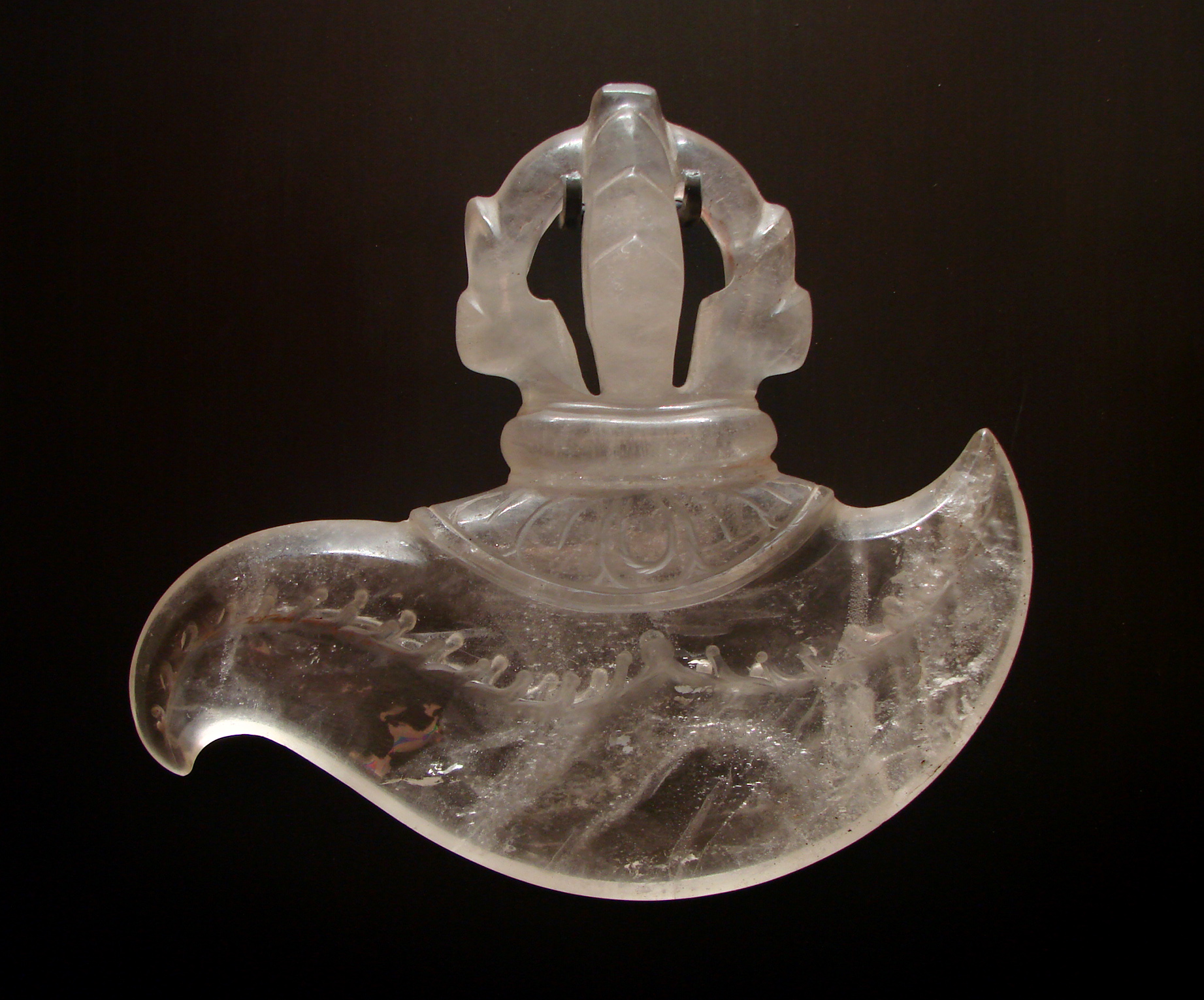
石英（水晶） - へき開が無いため複雑な形を取ることができる

へき開の性質は、宝石加工においてよく利用される。反面、へき開を持つ宝石をへき開面に沿わない形にカットすると、研磨工程や日常使用での負荷で簡単に割れる可能性があるためにカットや形状が制限される。
モース硬度10のダイヤモンドのカットはへき開を利用している。へき開面に沿わない面はダイヤモンド同士の研磨により形成する。市場で出回るカッティングされたダイヤモンドでクラリティ（透明度）の低い商品は、美しくないばかりでなく内包物（インクルージョン）やクラック（割れ）が原因でへき開により割れやすい欠点がある。このため市場価値が低くなる。石英や翡翠のようにへき開が無いものは、カットは難しくなるが複雑で緻密な彫像のような形状に仕上げることができる。
所有者にとってもどの宝石がへき開性を持つかを知ることは重要である。容易なへき開性を持つ宝石であったならば、所持や保管には価値を損ねてしまわないよう注意を要する。